# George Weld-Forester (3e baron Forester)
George Cecil Weld-Forester, 3e baron Forester (10 mai 1807 - 14 février 1886), est un homme politique conservateur britannique et un officier de l’armée. Il est contrôleur de la maison en 1852 et de 1858 à 1859. Député de longue date, il est père de la Chambre des communes de 1873 à 1874, lorsqu'il succède à son frère aîné dans la baronnie et siège à la Chambre des lords.

## Biographie
Il est né à Sackville Street, Londres et est le deuxième fils de Cecil Weld-Forester (1er baron Forester), et de Katherine Mary Manners, fille de Charles Manners (4e duc de Rutland). Son frère aîné, John Weld-Forester (2e baron Forester), est également un homme politique conservateur. Les deux frères ont le prince de Galles, futur roi George IV, un ami personnel de leur père, comme parrain à leur baptême.
Il fait ses études à la Westminster School .

## Carrière militaire
Il entre dans l'armée britannique sur commission en 1824 et devient lieutenant-colonel de la Horse Guards en 1853. Promu au rang de major général en 1863 et de lieutenant général en 1871, il prend sa retraite à l'âge de soixante-dix ans et devient général à part entière en 1877, mais n'est plus en service actif.

## Carrière politique
Il succède à son frère comme député de Wenlock en 1828, poste qu'il occupe pendant 46 ans. Il est valet de la chambre du roi Guillaume IV de 1830 à 1831 et sert dans les deux premiers gouvernements conservateurs du comte de Derby comme contrôleur de la Maison entre février et décembre 1852 et de 1858 à 1859. Il est admis au Conseil privé en 1852. En 1873, il devient le père de la Chambre des communes. L'année suivante, il succède à son frère aîné en tant que troisième baron Forester et entre à la Chambre des lords.

## Vie privée
Lord Forester épouse Mary Anne Jervis, fille d'Edward Jervis, deuxième vicomte de Saint-Vincent et veuve de David Ochterlony Dyce Sombre, en 1862. Ils n'ont pas d'enfants. Il meurt au 3 Carlton Gardens, à Londres, en février 1886, à l'âge de 78 ans, et est enterré à l'église paroissiale de Willey. Son frère cadet, le révérend Orlando Weld-Forester (en), lui succède dans la baronnie. Lady Forester est décédée en mars 1893. La maison de convalescence Lady Foresters à Llandudno est ouverte en l'honneur de Lord Forester en 1902,.